# Sestrunj
Sestrunj je otok u Jadranskom moru, na hrvatskom dijelu Jadrana u Zadarskoj županiji.
Otok Sestrunj spada među manje otoke zadarskog otočja. 
Neposredno je okružen „kanalima“ i to Sestrunjskim na jugoistoku, Rivanjskim sa sjeverozapada i Srednjim s juga. Kako je središnje položen i visinom istaknut, s njega se pruža izvanredan pogled na dio zadarskog priobalja i otočja.
Od Zadra je udaljen 15 km zračne linije, a udaljenost između Zadra i luke Kavlin na južnom dijelu otoka je 12 milja.
Dosadašnji pokušaji da ga se svrsta u neku od skupina otoka zadarskog arhipelaga, najčešće su završavali izdvajanjem tzv. sestrunjske otočne skupine kojoj se priključuju Rivanj i Žverinac s pripadajućim otocima. 
Otok spada u male otoke naše obale, te s površinom od 15,12 km² tek je deseti u zadarskom arhipelagu i trideseti u RH.
Za život stanovnika od presudne je važnosti njegov položaj i veličina. Relativno slaba povezanost sa Zadrom, što se u zadnje vrijeme nastoji popraviti, te slaba povezanost s drugim mjestima na obližnjim otocima, uvjetuju da Sestrunj ima malo značenje među otocima.
Iako to nije nikad bilo ekstremno istaknuto, u periodima povijesno-geografskog razvoja, Sestrunj razvija aktivnosti koje se nadopunjuju s aktivnostima susjednih otoka i pruža mu kontinuitet naseljenosti i zadržavanje stanovništva od pretpovijesti do danas.

## Stanovništvo
| Natalitet    | 27    |
| n (%)        | 4,2   |
| Mortalitet   | 79    |
| m (%)        | 12,3  |
| Prirodni pad | - 52  |
| p (%)        | - 8,1 |

S obzirom na malu površinu i na skućene mogućnosti agrarne valorizacije, Sestrunj je oduvijek bio jedan od populacijsko najmanjih naselja na zadarskim otocima. Kako je s otokom Rivnjom predstavljao jedinstvenu crkvenu župu, često se u povijesnim podacima tretiraju i kao jedinstveno naselje. 
Drugi svjetski rat na otoku je uvjetovao značajan pad stanovnika, a smatra se da je otok prije toga dosegnuo svoj populacijski maksimum. Svi sljedeći popisi utvrdili su pad stanovnika, osim popisa 1971. godine. 
Sestrunj potvrđuje znanstvenu činjenicu da se društveno-ekonomske prilike manjih otoka više odražavaju na stanovništvo nego na velikim otocima, što dovodi do znatnijih demografskih oscilacija i populacijskih stresova. 
Izrazito visoke stope smanjenja stanovništva na otoku iza 1948. godine u neposrednoj su vezi s negativnim prirodnim priraštajem i mehaničkim kretanjem stanovnika na otoku.
Znatno izraženija stopa mortaliteta od stope nataliteta rezultira negativnom stopom prirodnog kretanja.
Koliko su god one posljedica izrazito loše dobne strukture, a s time u vezi i smanjenog vitaliteta i fertiliteta pučanstva, toliko se ujedno pojavljuju i kao uzrok atrofiranja dobne strukture. 
Također je i emigracija, kao posljedica i kao uzrok mijenjanja demografskih struktura otoka lako uočljiva i izrazito negativnog migracijskog salda u promatranom periodu.
Kao i na susjednim otocima zadarskog arhipelaga, ovakvo stanje ukazuje na stanovništvo koje se našlo u nezaustavljivom procesu prirodnog odumiranja i u kojem nema više vlastite prirodne snage za opstanak.

### Dobno-spolna struktura
Struktura prema dobi govori o poražavajućoj demografskoj situaciji na otoku. Brojčano su opale sve dobne skupine, ponajviše mlada i zrela. 
Mlado stanovništvo na otoku 1981. godine predstavlja svega 9,4 % stanovništva, što je ispod svakog minimuma, zrelo 31,3 % što je izrazito malo, a staro s udjelom od čak 59,3 % najočitije predstavlja ostarjelu, nereproducirajuću demografsku masu. 
Pojava da uopće nema muške djece do 10 godina starosti, da nedostaje ženska populacija između 20 i 40 godina i da, brojčano slabije, hipertrofiraju dobne skupine iznad 65 godina, govore da je vitalitet stanovništva drastično smanjen, fertilitet praktično ne postoji, a mortalitet, uz iseljavanje postaje glavni i najutjecajniji činilac promjene stanovnika.
Na dobno spolnoj piramidi iz 1981.godine uočljiva je još nekakva raspodjela muško – ženskih omjera i relativna raspodjela stanovništva karakteristična za etapu laganog odumiranja stanovnika na otoku. Na otoku je bilo 46 muškaraca ili 47,9 % ukupnog stanovništva i 50 žena ili 52,1 % ukupnog stanovništva popisanog te godine. 
Na popisu 2001. godine dobno spolna piramida pokazuje drastičnu promjenu u izgledu same piramide. Prvih 40 godina kod žena nema mlađeg stanovništva, a kod muškaraca je postotak vrlo mali pretežno radi poticaja koji pokušavaju mlade zadržat ili vratit na otoke. 
Osim tog iz slike se može ustanovit da je prevladalo staro stanovništvo i da nema sumnje da stanovništvo odumire. Popisano je 28 muškaraca (58,33 %) i 20 žena (41.67 %), tj. 48 stanovnika na cijelom otoku. Rezultat ovih brojeva je da se stanovništvu na otoku u 20 godina smanjilo za cca. 50 %.

### Ekonomska struktura
Otok obilježavaju tijekom 20. stoljeća veoma nagle i gotovo predvidive izmjene u ekonomskoj strukturi stanovništva. Od prostora čije je pučanstvo sve do početka 20-tog stoljeća bilo usmjereno najvećim dijelom na rad u poljoprivredi, Sestrunj se transformirao u otok s relativno malo aktivnog stanovništva. 
Poljoprivredno stanovništvo sačinjavalo ja glavninu stanovništva otoka sve do iza II svjetskog rata. Još je 1953.g. na otoku bilo 52,2 % ili 196 stanovnika vezano za poljoprivredu. Već od 1961.g. broj naglo pada na 68 što je bilo samo 21,1 % ukupnog stanovništva. 
Godine 1971. popisom je ustanovljeno svega 18 poljoprivrednika (5,1 %) što je u odnosu na druge izvore prihoda (npr. rad u inozemstvu) bilo zanemarujuće, iako se obrada maslina, loza i povrće vodila kao usputna djelatnost za „krpanje kraja s krajem“.
|                                 | 1953. | 1953. | 1961. | 1961. | 1971. | 1971. | 1981. | 1981. | 2001. | 2001. |
| ------------------------------- | ----- | ----- | ----- | ----- | ----- | ----- | ----- | ----- | ----- | ----- |
| Djelatnost                      | uk.   | %     | uk.   | %     | uk.   | %     | uk.   | %     | uk.   | %     |
| Poljoprivreda i ribarstvo       | 100   | 67,6  | 25    | 30,9  | 2     | 2,1   | 5     | 26,3  | 4     | 40,0  |
| Industrija i građevinarstvo     | 2     | 1,4   | 0     | 0,0   | 0     | 0,0   | 0     | 0,0   | 0     | 0,0   |
| Promet                          | 27    | 18,2  | 47    | 58,0  | 12    | 12,2  | 1     | 5,2   | 0     | 0,0   |
| Trgovina i ugostiteljstvo       | 2     | 1,4   | 2     | 2,5   | 15    | 15,3  | 0     | 0,0   | 3     | 30,0  |
| Zanatstvo                       | 3     | 2     | 0     | 0,0   | 1     | 1,0   | 0     | 0,0   | 0     | 0,0   |
| Kultura, prosvjeta, upravljanje | 3     | 2     | 2     | 2,5   | 2     | 2,0   | 0     | 0,0   | 0     | 0,0   |
| Ostalo                          | 0     | 0     | 3     | 3,7   | 1     | 1,0   | 6     | 31,6  | 2     | 20,0  |
| Van djelatnosti ili nepoznato   | 11    | 7,4   | 2     | 2,4   | 3     | 3,1   | 1     | 5,3   | 0     | 0,0   |
| Na pri. radu u inozemstvu       | 0     | 0     | 0     | 0,0   | 62    | 63,3  | 6     | 31,6  | 1     | 10,0  |
| Ukupno                          | 148   | 100   | 81    | 100,0 | 98    | 100,0 | 19    | 100,0 | 10    | 100,0 |
| Udio u ukupnom stan.            |       | 39,7  |       | 25,2  |       | 27,7  |       | 20,0  |       | 20,8  |

Godine 1981. broj aktivnog stanovništva naglo pada što je posljedica izrazite emigracije i traženja posla u Zadru. Većina se obitelji premješta u Zadar i tamo gradi novi život, a na otoku ostaje samo staro stanovništvo i nešto aktivnog stanovništva u srednjim dobnim skupinama. 
2001.godine stopa aktivnog stanovništva je ista, međutim na otoku je upola manje stanovnika i više nema izražene ijedne gospodarske aktivnosti. Broj aktivnog stanovništva je 10 jer se poticajima pokušava vratit i zadržat mlade na otoku te se iz priloženog vidi da se potakao opet razvoj trgovine i ugostiteljstva.
Demografsku sliku Sestrunja koju je probudilo novorođeno dijete dokumentirala je Ljiljana Bunjevac Filipović u dokumentarnom filmu 'Ima jedan otok... (2008.), čija je scenaristica i redateljica.

## Vanjske poveznice
- Državni zavod za statistiku - CROSTAT
- www.sestrunj.tk  Arhivirana inačica izvorne stranice od 11. veljače 2014. (Wayback Machine)
- www.sestrunj.com